# The Marvel Super Heroes
The Marvel Super Heroes es una serie de televisión animada canadiense protagonizada por cinco superhéroes de Marvel Comics. Fue redifundida, en la televisión estadounidense, en 1966, y fue la primera serie de televisión de Marvel.
Producida por Grantray-Lawrence Animation, dirigida por Grant Simmons, Ray Patterson y Robert Lawrence, era una serie paraguas de cinco segmentos, cada uno de aproximadamente siete minutos de largo, transmitida en estaciones de televisión locales que pasaron el show en diferentes momentos. La serie inicialmente se emitió como un programa de media hora formado por tres segmentos de siete minutos cada uno de un solo superhéroe, separado por una pequeña descripción de uno de los otros cuatro héroes. También ha sido transmitida como una mezcla de varios héroes en un intervalo de tiempo de media hora, y como segmentos individuales como relleno o dentro de un programa de televisión infantil.
Los segmentos eran: "Capitán América", "El increíble Hulk", "Iron Man", "el poderoso Thor" y "El hombre submarino".

## Producción

La serie tenía extrema animación limitada producida por la xerografía

Se produjeron sesenta y cinco episodios de media hora cada uno, compuestos de tres capítulos de siete minutos cada uno, para un total de 195 segmentos que se emitieron inicialmente en redifusión desde el 1 de septiembre de 1966 hasta el 1 de diciembre del mismo año.
La serie, producida en color, tenía extrema animación limitada producida por la xerografía, consistiendo en imágenes fotocopiadas tomadas directamente de los cómics y manipuladas para minimizar la necesidad de producción de animación. Los dibujos animados eran presentados como una serie de imágenes estáticas de tiras cómicas; generalmente lo único que se movía eran los labios, cuando un personaje hablaba, el brazo o la pierna ocasional, o una silueta negra completamente animada. La serie usó la mayoría de la historia original en su totalidad, exhibiendo arte de Jack Kirby, Steve Ditko y Don Heck, entre otros, del período que los fanes e historiadores llaman la edad de plata de los cómics.
Stan Lee, el editor y director artístico de Marvel en el momento, dijo en 2004 que creía que el editor Martin Goodman negoció el trato con Grantray-Lawrence y que Lawrence eligió a los personajes que serían usados. Lawrence les rentó a Lee y su esposa un ático en el 30 East de 6th Street, cerca de la Avenida Madison, para el uso de Lee mientras él trabajaba en la serie, ya que él vivía en Hewlett Harbor, Nueva York en Long Island en el momento. Lee recordó, "en realidad no recuerdo ninguna reacción de los artistas de Marvel involucrados. Ojalá pudiera decir haber escrito la letra [del tema musical], porque creo que son brillantes, pero por desgracia, no lo creía." Mientras tanto, Grantray-Lawrence subcontrataron la producción de los segmentos de el poderoso Thor a Paramount Cartoon Studios[cita requerida] —la división de animación de Paramount Pictures, antes conocida como Famous Studios—, dirigida en aquel momento por el veterano de Fleischer Studios, Shamus Culhane.
Marvel anunció la serie en los Marvel Bullpen Bulletins de los volúmenes de noviembre de 1966, diciendo en el estilo hiperbólico de esos sitios de fanes mensuales que, "no pasará mucho antes de que nuestros superhéroes oscilantes hagan su debut en televisión lleno de estrellas, apareciendo cinco noches a la semana —así es, cinco— las conté — cinco noches a la semana, por media hora cada noche. ¡Así que sólo tienen tiempo para asegurarse de que su asiento está en buenas condiciones — verifiquar su periódico local para el horario y la estación — y prepararse para pasarla muy bien!"

## Reparto
- Bernard Cowan[7] — Narrador, Odín, Mandarín, Melter
- Jack Creley[7]
- Len Carlson[7] — Quicksilver, Loki, Mad Thinker
- Max Ferguson[7] — Hulk[7]
- Vita Linder[7]
- Don Mason[7]
- Claude Rae[7]
- Henry Ramer[7] — Dínamo Carmesí
- John Vernon[7] — Iron Man/Tony Stark,[8] Namor,[8] mayor Glenn Talbot
- Chris Wiggins[7] — Thor/Dr. Donald Blake,[9] Ojo de Halcón, Kraven, Gárgola Gris, Byrrah
- Sandy Becker — Capitán América/Steve Rogers[10]

Para WNAC-TV en Boston, Arthur Pierce interpretó al Capitán América en los segmentos en acción en vivo de la serie. Los actores que interpretaron a los otros personajes, entre ellos el Dr. Doom, Hulk y Bucky, también aparecieron en segmentos en acción en vivo. El guion de los segmentos fue realizado por el cocreador de Superman Jerry Siegel.

## Personajes invitados
Los personajes que aparecieron como invitados fueron:
- X-Men — La línea argumental original de Ángel, Bestia, Cíclope, Iceman y Marvel Girl apareció en un episodio del hombre submarino, Dr. Doom's Day / The Doomed Allegiance / Tug of Death. La historia era una adaptación de los 4 Fantásticos #6 (septiembre de 1962), pero ya que Grantray-Lawrence Animation no poseía los derechos de los 4 Fantásticos, los productores sustituyeron a los X-Men, aunque se refirieron a ellos como "Aliados por la Paz". Sin embargo, los personajes conservaron su diseño original y nombres individuales de los cómics.
- Los Vengadores — El octavo episodio del increíble Hulk era una adaptación de los Vengadores #2 (noviembre de 1963), y fue coprotagonizado por Thor, Iron Man (con su armadura toda dorada —como fue publicada en el cómic original— re-coloreada para combinar con el diseño rojo y dorado que apareció en los episodios de Iron Man), Giant-Man y Avispa. La línea argumental comenzando en los Vengadores #4 (marzo de 1964), con Thor, Iron Man, Giant-Man, Avispa y el recién instalado Capitán América, aparece en varios episodios de este último, como también lo hace la posterior línea argumental de los Vengadores #16 con Ojo de Halcón, Quicksilver y la Bruja Escarlata.

## Episodios
El programa se emitía cinco veces a la semana, de lunes a viernes. Cada episodio consistía de tres capítulos.

### Capitán América
Los episodios del Capitán América se emitían una vez por semana, cada lunes.
| #         | Estreno                  | Título original                       |
| --------- | ------------------------ | ------------------------------------- |
| 1 - 1.01  | 1 de septiembre de 1966  | The Origin of Captain America         |
| 1 - 1.01  | 1 de septiembre de 1966  | Wreckers Among Us                     |
| 1 - 1.01  | 1 de septiembre de 1966  | Enter Red Skull                       |
| 2 - 1.06  | 8 de septiembre de 1966  | The Sentinel and the Spy              |
| 2 - 1.06  | 8 de septiembre de 1966  | The Fantastic Origin of the Red Skull |
| 2 - 1.06  | 8 de septiembre de 1966  | Lest Tyranny Triumph                  |
| 3 - 1.11  | 15 de septiembre de 1966 | Revenge of Captain America            |
| 3 - 1.11  | 15 de septiembre de 1966 | The Trap Is Sprung                    |
| 3 - 1.11  | 15 de septiembre de 1966 | So Dies a Villain                     |
| 4 - 1.16  | 22 de septiembre de 1966 | Midnight at Greymore Castle           |
| 4 - 1.16  | 22 de septiembre de 1966 | If this Be Treason                    |
| 4 - 1.16  | 22 de septiembre de 1966 | When You Lie Down with Dogs           |
| 5 - 1.21  | 29 de septiembre de 1966 | Return of Captain America             |
| 5 - 1.21  | 29 de septiembre de 1966 | The Search                            |
| 5 - 1.21  | 29 de septiembre de 1966 | To Live Again                         |
| 6 - 1.26  | 6 de octubre de 1966     | Zemo and his Masters of Evil          |
| 6 - 1.26  | 6 de octubre de 1966     | Zemo Strikes                          |
| 6 - 1.26  | 6 de octubre de 1966     | The Fury of Zemo                      |
| 7 - 1.31  | 13 de octubre de 1966    | Let the Past Be Gone                  |
| 7 - 1.31  | 13 de octubre de 1966    | The Adaptoid                          |
| 7 - 1.31  | 13 de octubre de 1966    | The Super Adaptoid                    |
| 8 - 1.36  | 20 de octubre de 1966    | Coming of the Swordsman               |
| 8 - 1.36  | 20 de octubre de 1966    | Vengeance Is Ours                     |
| 8 - 1.36  | 20 de octubre de 1966    | Emissary of Destruction               |
| 9 - 1.41  | 31 de octubre de 1966    | Bitter Taste of Defeat                |
| 9 - 1.41  | 31 de octubre de 1966    | Sorcery Triumph                       |
| 9 - 1.41  | 31 de octubre de 1966    | The Road Back                         |
| 10 - 1.46 | 7 de noviembre de 1966   | When the Commissar Commands           |
| 10 - 1.46 | 7 de noviembre de 1966   | Doorway to Doom                       |
| 10 - 1.46 | 7 de noviembre de 1966   | Duel or Die                           |
| 11 - 1.51 | 14 de noviembre de 1966  | The Sleeper Shall Awake               |
| 11 - 1.51 | 14 de noviembre de 1966  | Where Walks the Sleeper               |
| 11 - 1.51 | 14 de noviembre de 1966  | The Final Sleep                       |
| 12 - 1.56 | 21 de noviembre de 1966  | The Girl from Cap's Past              |
| 12 - 1.56 | 21 de noviembre de 1966  | The Stage Is Set                      |
| 12 - 1.56 | 21 de noviembre de 1966  | 30 Minutes to Live                    |
| 13 - 1.61 | 28 de noviembre de 1966  | The Red Skull Lives                   |
| 13 - 1.61 | 28 de noviembre de 1966  | He Who Holds the Cosmic Cube          |
| 13 - 1.61 | 28 de noviembre de 1966  | The Red Skull Supreme                 |

### El invencible Iron Man
Los episodios de Iron Man se emitían una vez por semana, cada martes.
| #         | Estreno                  | Título original                   |
| --------- | ------------------------ | --------------------------------- |
| 1 - 1.02  | 2 de septiembre de 1966  | Double Disaster                   |
| 1 - 1.02  | 2 de septiembre de 1966  | Enter Happy Hogan                 |
| 1 - 1.02  | 2 de septiembre de 1966  | Of Ice and Men                    |
| 2 - 1.07  | 9 de septiembre de 1966  | The Death of Tony Stark           |
| 2 - 1.07  | 9 de septiembre de 1966  | The Hands of the Mandarin         |
| 2 - 1.07  | 9 de septiembre de 1966  | The Origin of the Mandarin        |
| 3 - 1.12  | 16 de septiembre de 1966 | Ultimo                            |
| 3 - 1.12  | 16 de septiembre de 1966 | Ultimo Lives                      |
| 3 - 1.12  | 16 de septiembre de 1966 | Crescendo                         |
| 4 - 1.17  | 23 de septiembre de 1966 | The Mandarin's Revenge            |
| 4 - 1.17  | 23 de septiembre de 1966 | The Mandarin's Death Ray          |
| 4 - 1.17  | 23 de septiembre de 1966 | No One Escapes the Mandarin       |
| 5 - 1.22  | 30 de septiembre de 1966 | The Crimson Dynamo                |
| 5 - 1.22  | 30 de septiembre de 1966 | The Crimson Dynamo Strikes        |
| 5 - 1.22  | 30 de septiembre de 1966 | Captured                          |
| 6 - 1.27  | 7 de octubre de 1966     | Enter Hawkeye                     |
| 6 - 1.27  | 7 de octubre de 1966     | So Spins the Web                  |
| 6 - 1.27  | 7 de octubre de 1966     | Triple Jeopardy                   |
| 7 - 1.32  | 14 de octubre de 1966    | If I Die, Let It Be with Honor    |
| 7 - 1.32  | 14 de octubre de 1966    | Fight on, for a World Is Watching |
| 7 - 1.32  | 14 de octubre de 1966    | What Price Victory?               |
| 8 - 1.37  | 21 de octubre de 1966    | The Moleman Strikes               |
| 8 - 1.37  | 21 de octubre de 1966    | The Dragon of Flames              |
| 8 - 1.37  | 21 de octubre de 1966    | Decision under the Earth          |
| 9 - 1.42  | 1 de noviembre de 1966   | The Other Iron Man                |
| 9 - 1.42  | 1 de noviembre de 1966   | Death Duel                        |
| 9 - 1.42  | 1 de noviembre de 1966   | Into the Jaws of the Death        |
| 10 - 1.47 | 8 de noviembre de 1966   | Cliffs of Doom                    |
| 10 - 1.47 | 8 de noviembre de 1966   | The False Captain America         |
| 10 - 1.47 | 8 de noviembre de 1966   | The Unmasking                     |
| 11 - 1.52 | 15 de noviembre de 1966  | My Life for Yours                 |
| 11 - 1.52 | 15 de noviembre de 1966  | Black Knigh's Gambit              |
| 11 - 1.52 | 15 de noviembre de 1966  | Menace of the Monster             |
| 12 - 1.57 | 22 de noviembre de 1966  | Dream Master                      |
| 12 - 1.57 | 22 de noviembre de 1966  | If a Man Be Mad                   |
| 12 - 1.57 | 22 de noviembre de 1966  | Duel in Space                     |
| 13 - 1.62 | 29 de noviembre de 1966  | The Beauty and the Armor          |
| 13 - 1.62 | 29 de noviembre de 1966  | Peril in Space                    |
| 13 - 1.62 | 29 de noviembre de 1966  | As a City Watches                 |

### El increíble Hulk
Los episodios de Hulk se emitían una vez por semana, cada miércoles.
| #         | Estreno                  | Título original                  |
| --------- | ------------------------ | -------------------------------- |
| 1 - 1.03  | 3 de septiembre de 1966  | Origin of the Hulk               |
| 1 - 1.03  | 3 de septiembre de 1966  | Enter the Gorgan                 |
| 1 - 1.03  | 3 de septiembre de 1966  | To Be a Man                      |
| 2 - 1.08  | 10 de septiembre de 1966 | The terror of the Toadmen        |
| 2 - 1.08  | 10 de septiembre de 1966 | Bruce Banner Wanted for Teason   |
| 2 - 1.08  | 10 de septiembre de 1966 | Hulk Runs Amok                   |
| 3 - 1.13  | 17 de septiembre de 1966 | A Titan Rides the Train          |
| 3 - 1.13  | 17 de septiembre de 1966 | Horde of the Humanoids           |
| 3 - 1.13  | 17 de septiembre de 1966 | Hulk on the Rampage              |
| 4 - 1.18  | 24 de septiembre de 1966 | The Power of Doctor Banner       |
| 4 - 1.18  | 24 de septiembre de 1966 | Where Strides the Behemouth      |
| 4 - 1.18  | 24 de septiembre de 1966 | Back from the Dead               |
| 5 - 1.23  | 1 de octubre de 1966     | Micro Monsters                   |
| 5 - 1.23  | 1 de octubre de 1966     | The Lair of the Leader           |
| 5 - 1.23  | 1 de octubre de 1966     | To Live Again                    |
| 6 - 1.28  | 8 de octubre de 1966     | Brawn Against Brain              |
| 6 - 1.28  | 8 de octubre de 1966     | Captured at Last                 |
| 6 - 1.28  | 8 de octubre de 1966     | Enter the Chameleon              |
| 7 - 1.33  | 15 de octubre de 1966    | Within this Monster Dwells a Man |
| 7 - 1.33  | 15 de octubre de 1966    | Another World, Another Foe       |
| 7 - 1.33  | 15 de octubre de 1966    | The Wisdom of the Watcher        |
| 8 - 1.38  | 26 de octubre de 1966    | The Space Phantom                |
| 8 - 1.38  | 26 de octubre de 1966    | Sting of the Wasp                |
| 8 - 1.38  | 26 de octubre de 1966    | Exit the Hulk                    |
| 9 - 1.43  | 2 de noviembre de 1966   | Hulk vs. Metal Master            |
| 9 - 1.43  | 2 de noviembre de 1966   | The Master Tests His Metal       |
| 9 - 1.43  | 2 de noviembre de 1966   | Mind Over Metal                  |
| 10 - 1.48 | 9 de noviembre de 1966   | The Ringmaster                   |
| 10 - 1.48 | 9 de noviembre de 1966   | Captive of the Circus            |
| 10 - 1.48 | 9 de noviembre de 1966   | The Grand Finale                 |
| 11 - 1.53 | 16 de noviembre de 1966  | Enter Tyrannus                   |
| 11 - 1.53 | 16 de noviembre de 1966  | Beauty & the Beast               |
| 11 - 1.53 | 16 de noviembre de 1966  | They Duell in the Deaths         |
| 12 - 1.58 | 23 de noviembre de 1966  | Terror of the T-Gun              |
| 12 - 1.58 | 23 de noviembre de 1966  | I Against a World                |
| 12 - 1.58 | 23 de noviembre de 1966  | Bruce Banner Is the Hulk         |
| 13 - 1.63 | 30 de noviembre de 1966  | A Man Called Boomerang           |
| 13 - 1.63 | 30 de noviembre de 1966  | Hulk Intervenes                  |
| 13 - 1.63 | 30 de noviembre de 1966  | Less than Monster, More than Man |

### El poderoso Thor
Los episodios de Thor se emitían una vez por semana, cada jueves.
| #         | Estreno                  | Título original                  |
| --------- | ------------------------ | -------------------------------- |
| 1 - 1.04  | 4 de septiembre de 1966  | Trapped by Loki                  |
| 1 - 1.04  | 4 de septiembre de 1966  | Vengeance of Loki                |
| 1 - 1.04  | 4 de septiembre de 1966  | Defeat of Loki                   |
| 2 - 1.09  | 11 de septiembre de 1966 | Chained Evil                     |
| 2 - 1.09  | 11 de septiembre de 1966 | Sandu Master of the Supernatural |
| 2 - 1.09  | 11 de septiembre de 1966 | Enchanted Hammer                 |
| 3 - 1.14  | 18 de septiembre de 1966 | Enchantress and Executioner      |
| 3 - 1.14  | 18 de septiembre de 1966 | Giants Walk the Earth            |
| 3 - 1.14  | 18 de septiembre de 1966 | Battle of the Gods               |
| 4 - 1.19  | 25 de septiembre de 1966 | At the Mercy of Loki             |
| 4 - 1.19  | 25 de septiembre de 1966 | Trial of the Gods                |
| 4 - 1.19  | 25 de septiembre de 1966 | Return to Earth                  |
| 5 - 1.24  | 2 de octubre de 1966     | The Absorbing Man                |
| 5 - 1.24  | 2 de octubre de 1966     | In My Hands, this Hammer         |
| 5 - 1.24  | 2 de octubre de 1966     | Vengeance of the Thunder God     |
| 6 - 1.29  | 9 de octubre de 1966     | To Kill a Thunder God            |
| 6 - 1.29  | 9 de octubre de 1966     | The Day of the Destroyer         |
| 6 - 1.29  | 9 de octubre de 1966     | Terror of the Tomb               |
| 7 - 1.34  | 16 de octubre de 1966    | The Grey Gargoyle                |
| 7 - 1.34  | 16 de octubre de 1966    | The Wrath of Odin                |
| 7 - 1.34  | 16 de octubre de 1966    | Triumph in Stone                 |
| 8 - 1.39  | 27 de octubre de 1966    | Mysterious Mister Hyde           |
| 8 - 1.39  | 27 de octubre de 1966    | Revenge of Mr. Hyde              |
| 8 - 1.39  | 27 de octubre de 1966    | Thor's Showdown with Mr. Hyde    |
| 9 - 1.44  | 3 de noviembre de 1966   | Every Hand Against Him           |
| 9 - 1.44  | 3 de noviembre de 1966   | The Power of the Thunder God     |
| 9 - 1.44  | 3 de noviembre de 1966   | The Power of Odin                |
| 10 - 1.49 | 10 de noviembre de 1966  | The Tomorrow Man                 |
| 10 - 1.49 | 10 de noviembre de 1966  | Return of Zarrko                 |
| 10 - 1.49 | 10 de noviembre de 1966  | Slave of Tomorrow Man            |
| 11 - 1.54 | 17 de noviembre de 1966  | Enter Hercules                   |
| 11 - 1.54 | 17 de noviembre de 1966  | When Meet Immortals              |
| 11 - 1.54 | 17 de noviembre de 1966  | Whom the Gods Would Destroy      |
| 12 - 1.59 | 24 de noviembre de 1966  | Victory of Pluto                 |
| 12 - 1.59 | 24 de noviembre de 1966  | The Veredict of Zeus             |
| 12 - 1.59 | 24 de noviembre de 1966  | Thunder in the Netherworld       |
| 13 - 1.64 | 1 de diciembre de 1966   | Molto the Lava Man               |
| 13 - 1.64 | 1 de diciembre de 1966   | Invasion of the Lava Man         |
| 13 - 1.64 | 1 de diciembre de 1966   | Living Rock                      |

### El príncipe Namor, el hombre submarino
Los episodios de Namor se emitían una vez por semana, cada viernes.
| #         | Estreno                  | Título original              |
| --------- | ------------------------ | ---------------------------- |
| 1 - 1.05  | 5 de septiembre de 1966  | Peril in the Surface World   |
| 1 - 1.05  | 5 de septiembre de 1966  | So Spreads the Net           |
| 1 - 1.05  | 5 de septiembre de 1966  | The Unveiling                |
| 2 - 1.10  | 12 de septiembre de 1966 | The Start of the Quest       |
| 2 - 1.10  | 12 de septiembre de 1966 | Escape to... Nowhere         |
| 2 - 1.10  | 12 de septiembre de 1966 | A Prince There Was           |
| 3 - 1.15  | 19 de septiembre de 1966 | Not All My Power Can Save Me |
| 3 - 1.15  | 19 de septiembre de 1966 | When Fails the Quest         |
| 3 - 1.15  | 19 de septiembre de 1966 | The End of the Quest         |
| 4 - 1.20  | 26 de septiembre de 1966 | Atlantis Under Attack        |
| 4 - 1.20  | 26 de septiembre de 1966 | The Sands of Terror          |
| 4 - 1.20  | 26 de septiembre de 1966 | The Iron Idol of Infamy      |
| 5 - 1.25  | 3 de octubre de 1966     | The Thing from Space         |
| 5 - 1.25  | 3 de octubre de 1966     | No Escape for Namor          |
| 5 - 1.25  | 3 de octubre de 1966     | A Prince Dies Fighting       |
| 6 - 1.30  | 10 de octubre de 1966    | To Conquer a Crown           |
| 6 - 1.30  | 10 de octubre de 1966    | A Prince No More             |
| 6 - 1.30  | 10 de octubre de 1966    | He Who Wears the Crown       |
| 7 - 1.35  | 17 de octubre de 1966    | To Walk Amongst Men          |
| 7 - 1.35  | 17 de octubre de 1966    | When Rises the Behemoth      |
| 7 - 1.35  | 17 de octubre de 1966    | To the Death                 |
| 8 - 1.40  | 28 de octubre de 1966    | Atlantis Is Doomed           |
| 8 - 1.40  | 28 de octubre de 1966    | The World Within             |
| 8 - 1.40  | 28 de octubre de 1966    | Quest for X-Atom             |
| 9 - 1.45  | 4 de noviembre de 1966   | Beware the Siren's Song      |
| 9 - 1.45  | 4 de noviembre de 1966   | Spell of Loralie             |
| 9 - 1.45  | 4 de noviembre de 1966   | Return of the Mud Beast      |
| 10 - 1.50 | 11 de noviembre de 1966  | Ship of Doom                 |
| 10 - 1.50 | 11 de noviembre de 1966  | Fall of Altantis             |
| 10 - 1.50 | 11 de noviembre de 1966  | Forces of Vengeance          |
| 11 - 1.55 | 18 de noviembre de 1966  | The Planet of Doom           |
| 11 - 1.55 | 18 de noviembre de 1966  | To Test a Prince             |
| 11 - 1.55 | 18 de noviembre de 1966  | To Save a Planet             |
| 12 - 1.60 | 25 de noviembre de 1966  | Doctor Doom's Day            |
| 12 - 1.60 | 25 de noviembre de 1966  | The Doomed Allegiance        |
| 12 - 1.60 | 25 de noviembre de 1966  | Tug of Death                 |
| 13 - 1.65 | 1 de diciembre de 1966   | Let the Stanger Die...!      |
| 13 - 1.65 | 1 de diciembre de 1966   | To Destroy a Tyrant!         |
| 13 - 1.65 | 1 de diciembre de 1966   | Save a City!                 |

## Versión casera
Aparecen segmentos de la serie en al menos dos lanzamientos en VHS, conteniendo tres cintas de video cada uno: Marvel Superheroes: Triple Pack #1 (UPC #024543004127) y Marvel's Mightiest Heroes: Triple Pack #2. Fox Video lanzó una versión titulada Marvel's Mightiest Super Heroes Gift Set (EAN #0024543004134).
En 2003, los segmentos de Hulk sobre su origen aparecieron como un extra en el lanzamiento de Buena Vista Home Entertainment en DVD de la serie de televisión animada de 1996 The Incredible Hulk.
En septiembre de 2004, Buena Vista Home Video anunció planes para lanzar la serie el 28 de junio de 2005, como un set de 5 DVD titulado The 60's Superheroes. Para febrero de 2005, sin embargo, el lanzamiento salió del programa.
El 21 de mayo de 2007, la compañía británica Maximum Entertainment lanzó cuatro sets de dos discos, para la región 2, cada set conteniendo 13 episodios de segmentos del Capitán América, Iron Man, Namor y Thor respectivamente, con cada episodio reeditado en segmentos continuos de media hora. El 25 de agosto de 2008 la compañía británica Liberation Entertainment lanzó un set de dos discos de los segmentos de Hulk, reeditados en 13 episodios de 20 minutos cada uno.[cita requerida]